# بيسي (مدير حزم)

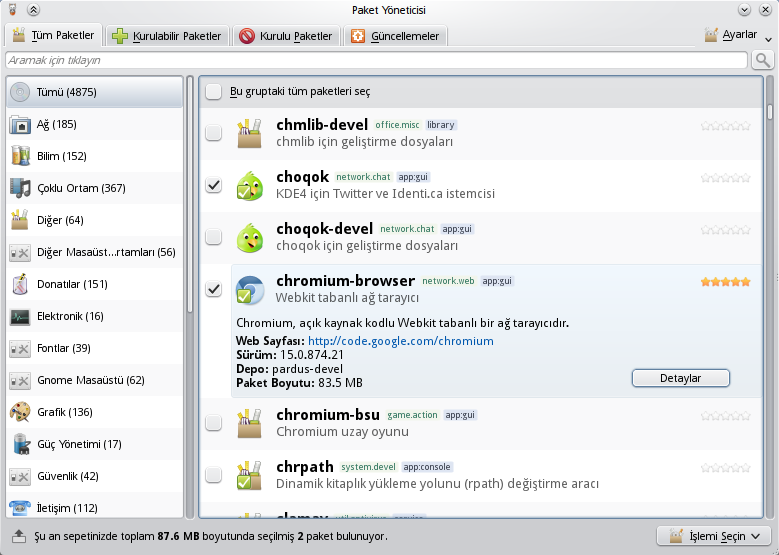
برنامج لإضافة وإزالة وتحديث البرامج في باردوس

 Pisi  هو مدير الحزم في توزيعة باردوس التركية، واسم التوزيعة ماخوذ من الاسم العلمي لنمر الاناضول.

## المستودعات
يستخدم الأمر add-repo لاضافات المستودعات، والامر repo-address لتحديد المستودع المراد اضافته. مثال:
pisi add-repo repo-address http://repo.address.com/repo/directory/pisi-index.xml
- مثال على مستودع محلي: /home/example/pisi/repo/pisi-index.xml
- مثال على مستودع على الإنترنت: http://example.com/pisi/repo/pisi-index.xml

ملاحظة: في العادة يكون الاسم الافتراضي للمستودع هو "pisi-index.xml" ويمكن أن يكون مضغوط "pisi-index.xml.bz2 "

## حذف مستودع
لحذف مستودع نستخدم الأمر remove-repo, وقم بتبديل repo-name باسم المستودع المراد حذفه. بالشكل التالي: pisi remove-repo repo-name

## قائمة المستودعات
نستخدم الأمر list-repo, لعرض قائمة المستودعات المتاحة. بالشكل التالي: pisi list-repo

## تحديث المستودعات
- نستخدم الأمر update-repo, لتحديث جميع المستودعات المتاحة. بالشكل التالي: pisi update-repo
- إذا اردت ان تحدث مستودع معين استخدم الأمر update-repo, مع الأمر repo-name, وبعده اكتب اسم المستودع المراد تحديثه. بالشكل التالي: pisi update-repo repo-name

## محتويات المستودع
- يستخدم الأمر list-components لعرض جميع محتويات المستودعات المتوفرة لديك من برامج. بالشكل التالي: pisi list-components
- نستخدم الأمر list-components مع الأمر repo-name لمعرفة محتويات مستودع معين. بالشكل التالي: pisi list-components repo-name

## عمل دليل للمستودع
- يستخدم الأمر index, لعمل دليل للمستودع. بالشكل التالي: pisi index

## تنصيب الحزم
نستخدم الأمر install, لتنصيب الحزم، ومكان حزمة-name ضع اسم الحزمة..يمكنك تنزيل أكثر من حزمة، فقط قم بوضع فراغ بين اسم كل حزمة.
مثال على تنصيب حزمة واحدة pisi install حزمة-name
مثال على تنصيب أكثر من حزمة pisi install حزمة-name1 حزمة-name2
- تنصيب حزمة واحدة فقط، بدون تنزيل الحزم التي تطلب الترقية.

 pisi it حزمة-name --ignore-safety 

## حذف الحزم
- استخدم الأمر remove, لحذف الحزم. يمكن حذف أكثر من حزمة، فقط ضع فراغ بين اسم كل حزمة.
- مثال على حذف حزمة واحدة: pisi remove حزمة-name
- مثال على حذف أكثر من حزمة: pisi remove حزمة-name1 حزمة-name2

## تحديث الحزم
- استخدم الأمر upgrade, لعملية ترقية الحزم. وضع مكان حزمة-name اسم الحزمة التي تريد ان تقوم بترقيتها.
- مثال على ترقية حزمة واحدة: pisi upgrade حزمة-name
- مثال على ترقية أكثر من حزمة: pisi upgrade حزمة-name1 حزمة-name2
- عمل ترقية للنظام كامل، وتحديث جميع الحزم لاخر إصدار متوفر في المخزن.

مثال على ترقية النظام بشكل كامل: pisi upgrade

## استثناء حزم من الترقية
عمل تحديث كامل للنظام، باستثناء حزمة معينة.
- مثال لعمل تحديث، باستضناء الفايرفوكس: pisi upgrade -x firefox
- إذا كنت تريد عمل تحديث للنظام باستثناء التحديثات التي هي جزء من مكونات النظام.

مثال: pisi upgrade -x سطح المكتب.كيدي
تحديث حزمة واحدة فقط دون تحديث الحزم الأخرى، ضع مكان حزمة-name, اسم الحزمة.
pisi upgrade حزمة-name—ignore-safety

## معلومات حول حزمة
نستخدم الأمر info لمعرفة معلومات عن حزمة معينة، مثل الحجم، المطور، آخر تحديث. ويمكن أن تعرف معلومات عن أكثر من حزمة، فقط افصل بين اسم كل حزمة وأخرى بفراغ.
- مثال عن جلب معلومات عن حزمة pisi info حزمة-name
- مثال على جلب معلومات عن أكثر من حزمة pisi info حزمة-name1 حزمة-name2

## بناءالحزم من المصدر
نستخدم الأمر build, مع الإشارة لمكان وجود الحزمة.
pisi build /home/example/pisi/repo/pisi-index.xml

## قائمة الحزم
نستخدم الأمر list-available, مع تحديد اسم المستودع، لمعرفة ما يحويه المستودع المحدد من حزم.
pisi list-available repo-name
نستخدم الأمر list-available, لمعرفة الحزم المتوفرة في جميع المستودعات.
pisi list-available

## قائمة الترقيات
نستخدم الأمر pisi list-upgrades, لمعرفة ما هي الترقيات، والتحديثات ان وجدت، في جميع المخازن.
نستخدم الأمر pisi list-upgrades repo-name, لمعرفة هل يوجد ترقيات في مخزن معين، مع تبديل repo-name, باسم المخزن الذي تريد مشاهدة التحديثات فيه.

## قائمة الحزم المثبتة
نستخدم الأمر pisi list-installed, من أجل معرفة قائمة الحزم المثبتة.
نستخدم الأمر pisi list-installed repo-name, لمعرفة قائمة الحزم المثبتة، في مخزن معين، فقط ابدل repo-name, باسم المخزن.
لتكوين حزمة نستخدم: pisi configure-pending

## بحث عن حزمة
نستخدم الأمر search من أجل البحث عن حزمة، بالشكل التالي: pisi search search-who, مع تغيير كلمة search-who للحزمة المراد البحث عنها.

## تفقد حزمة
يستخدم الأمر check, للتاكد من أن الحزمة تم تثبيتها بالشكل الصحيح.
pisi check حزمة-name

## إعادة بناء قاعدة بيانات بيسي
استخدم الأمر rebuild-db, لاعادة بناء قاعدة بيانات مدير الحزم بيسي بالشكل التالي: pisi rebuild-db

## حذف الكاش
استخدم الأمر delete-cache, لحذف ملفات الكاش بالشكل التالي: pisi delete-cache.

## البحث عن ملف
استخدم الأمر search-file, للبحث عن ملف على الجهاز، بالشكل التالي:
```
pisi search-ملف/path/file
```

فقط غير /path/ملفللمسار الذي تريد البحث فيه.

## عرض التاريخ
يستخدم الأمر history, لعرض التواريخ التي تم فيها تحديث، تنصيب الحزم. بالشكل التالي: pisi history

## الحصول على المساعدة
- يستخدم الأمر help, من أجل الحصول عن معلومات حول بيسي pisi. بالشكل التالي: pisi help
- استخدم الأمر help, مع تحديد الأمر الذي تريد الحصول عن معلومات عنه أو طريقة استخدامه، بالطريقة التالية: pisi help command-name.

قم بتبديل command-name, باسم الأمر المراد البحث عنه.